# دماغه پسچانی (دریای کاسپین)
دماغه پسچانی (انگلیسی: Cape Peschany) یک دماغه در سواحل دریای کاسپین در کشور قزاقستان و در جنوب شهر آق‌تاو است.